# Jim Lovell
James Arthur "Jim" Lovell Jr. (Cleveland, 25 de março de 1928 – Lake Forest, 7 de agosto de 2025) foi um astronauta, aviador naval e piloto de teste norte-americano. Ele serviu na Marinha dos Estados Unidos e foi selecionado em 1962 no Grupo 2 de Astronautas da NASA, voando em quatro missões espaciais: Gemini VII, Gemini XII, Apollo 8 e Apollo 13.
Lovell combateu na Guerra da Coreia servindo na aviação naval americana e assumindo a função de piloto de testes após a guerra. Em 1962, foi selecionado para a equipe de astronautas da NASA e enviado pela primeira vez ao espaço como piloto de missão Gemini VII, para o primeiro encontro espacial com outra nave, a Gemini VI A; em 1966 fez seu segundo voo, como comandante da Gemini XII, a última missão do projeto Gemini, junto com o astronauta Edwin “Buzz” Aldrin, o segundo homem a pisar na Lua.
Em dezembro de 1968 James Lovell fez parte da primeira tripulação a entrar em órbita da Lua na Apollo 8, juntamente com Frank Borman e William Anders e em 1970 partiu na viagem que o tornaria famoso em todo o planeta.

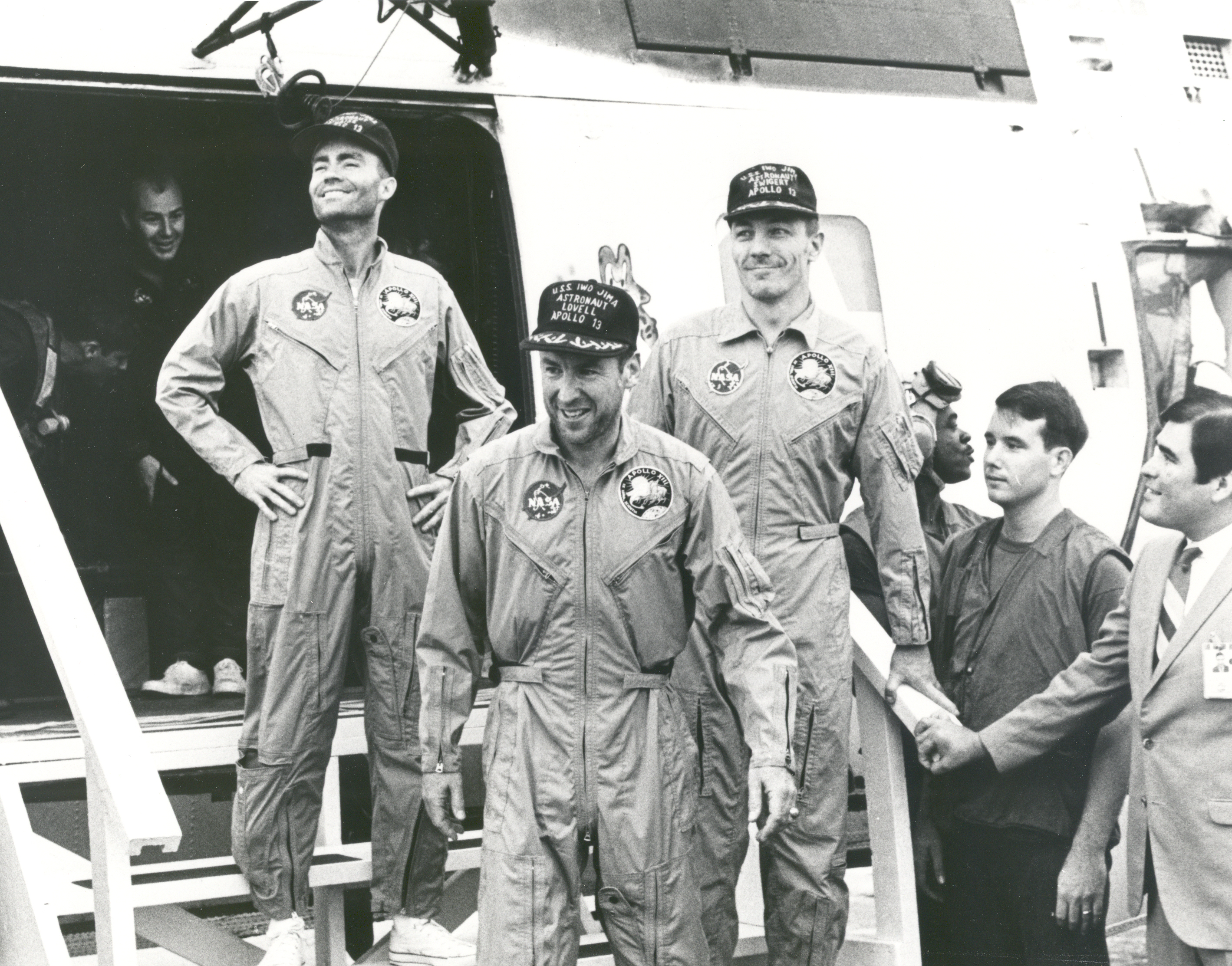
Com Lovell a frente, a tripulação da Apollo 13 desce no navio de resgate USS Iwo Jima

Em 11 de abril de 1970, Lowell, Fred Haise e John Swigert partiram para Lua na missão Apollo 13, com o objetivo de realizarem o terceiro pouso lunar, na região conhecida como Fra Mauro. Entretanto, durante a viagem de ida, o tanque de oxigênio da espaçonave explodiu, fazendo com que a tripulação perdesse grande parte da energia, oxigênio e água da nave.
Enquanto o mundo acompanhava em suspense por quatro longos dias, Lovell e a tripulação da Apollo 13 cancelaram o pouso e passaram a lutar por suas vidas junto com a equipe de terra no Centro Espacial Lyndon Johnson, em Houston, racionando todo seu suprimento de sobrevivência a bordo, fazendo uma volta em torno da Lua e conseguindo retornar sãos e salvos à Terra apesar de toda a adversidade. Com este acidente na Apollo 13 e depois de fazer parte da tripulação da Apollo 8, Jim Lovell tornou-se o único astronauta a ir à Lua duas vezes sem nunca conseguir pisar nela.
Seus quatro voos espaciais, na Gemini e na Apollo, fizeram dele o recordista em tempo passado no espaço, antes das estações espaciais, num total de 715 horas.
Em parceria com o escritor Jeffrey Kluger, Jim Lovell escreveu o livro sobre suas experiências na missão Apollo 13, Lost Moon: The Perilous Voyage of Apollo 13, e foi baseado nele que o diretor Ron Howard fez o filme de sucesso mundial. No filme, ele — que foi retratado por Tom Hanks mas preferia ter sido representado por Kevin Costner, com quem se achava muito mais parecido na juventude — faz uma pequena ponta como o comandante do porta-aviões USS Iwo Jima, usado no resgate real do mar da cápsula espacial, quando de seu retorno à Terra.
Lovell morreu em 7 de agosto de 2025, aos 97 anos, em Lake Forest, Estados Unidos.